# Fredericton-Nashwaaksis
Circonscription électorale provinciale du Canada
Fredericton-Nashwaaksis est une ancienne circonscription électorale provinciale du Nouveau-Brunswick.
En 2014, elle est dissoute au sein des circonscriptions de Fredericton-Nord et de Fredericton-York.

## Liste des députés
| Fredericton-Nashwaaksis                                                        | Fredericton-Nashwaaksis                                   | Fredericton-Nashwaaksis                                   | Fredericton-Nashwaaksis                                   | Fredericton-Nashwaaksis                                   | Fredericton-Nashwaaksis                                   |
| Nom                                                                            | Nom                                                       | Parti                                                     | Mandat                                                    |                                                           |                                                           |
| Circonscription issue de Fredericton-Nord et de Mactaquac                      | Circonscription issue de Fredericton-Nord et de Mactaquac | Circonscription issue de Fredericton-Nord et de Mactaquac | Circonscription issue de Fredericton-Nord et de Mactaquac | Circonscription issue de Fredericton-Nord et de Mactaquac | Circonscription issue de Fredericton-Nord et de Mactaquac |
| ------------------------------------------------------------------------------ | --------------------------------------------------------- | --------------------------------------------------------- | --------------------------------------------------------- | --------------------------------------------------------- | --------------------------------------------------------- |
|                                                                                | T. J. Burke                                               | Libéral                                                   | 2006 - 2010                                               |                                                           |                                                           |
|                                                                                | Troy Lifford                                              | Progressiste-conservateur                                 | 2010 - 2014                                               |                                                           |                                                           |
| Circonscription abolie Redistribuée parmi Fredericton-Nord et Fredericton-York |                                                           |                                                           |                                                           |                                                           |                                                           |